# Melanesisk monark
Melanesisk monark (Myiagra caledonica) är en fågel i familjen monarker inom ordningen tättingar.

## Utseende och läte
Melanesisk monark är en liten flugsnapparliknande fågel. Hanen är glansigt blåsvart med vit buk och längst in under stjärten. Honan liknar hanen med har rostrött på strupe och bröst samt en vit ögonring. Sången beskrivs som ett ljudligt "pseeoo psseeoo whit", medan lätet är ett kort grälande tjatter.

## Utbredning och systematik
Melanesisk monark delas in i fem underarter med följande utbredning:
- Myiagra caledonica caledonica – Nya Kaledonien
- Myiagra caledonica melanura – Maré (Lojalitetsöarna) och Vanuatu (Tanna och Erromanga)
- Myiagra caledonica viridinitens – Lojalitetsöarna (Lifou och Ouvéa)
- Myiagra caledonica marinae – norra och centrala Vanuatu, på Banks Islands och Torresöarna
- Myiagra caledonica occidentalis – Rennell (sydöstra Salomonöarna)

## Levnadssätt
Melanesisk monark hittas i de flesta miljöer upp till 1100 meters höjd. Den föredrar dock skogsbryn och öppet skogslandskap.

## Status och hot
Arten har ett stort utbredningsområde, men tros minska i antal, dock inte tillräckligt kraftigt för att den ska betraktas som hotad. Internationella naturvårdsunionen IUCN listar arten som livskraftig (LC).